# Patrick Manning
Patrick Augustus Mervyn Manning (San Fernando, Trinidad y Tobago, Indias Occidentales Británicas, 17 de agosto de 1946 – San Fernando, Trinidad y Tobago, 2 de julio de 2016) fue un político socioliberal trinitense que fue el cuarto Primer ministro de Trinidad y Tobago; sus mandatos se extendieron del 17 de diciembre de 1991 al 9 de noviembre de 1995 y del 24 de diciembre de 2001 al 26 de mayo de 2010. También fue líder político del Movimiento Nacional del Pueblo (PNM) de 1987 a 2010. Geólogo de formación, Manning se desempeñó como miembro del Parlamento para el distrito electoral de San Fernando Este desde 1971 hasta 2015, cuando fue reemplazado por Randall Mitchell y fue el miembro de la Cámara de Representantes con más años de servicio. Fue líder de la oposición de 1986 a 1990 y nuevamente de 1995 a 2001.
Recibió su educación secundaria en Presentation College, San Fernando, y su licenciatura en la Universidad de las Indias Occidentales en Mona (Jamaica), en 1969. Después de graduarse, regresó a Trinidad donde trabajó como geólogo para Texaco.
Estuvo casado con Hazel Manning.

## Biografía

### Carrera temprana
Después de graduarse de la Universidad de las Indias Occidentales, Manning trabajó como geólogo en Texaco Trinidad Ltd., hasta que se postuló para el Parlamento en 1971. Entre 1971 y 1978 se desempeñó como Secretario Parlamentario en varios Ministerios antes de ser nombrado ministro junior en el Ministerio de Finanzas en el gobierno de Eric Eustace Williams.  En 1979 se le asignó el puesto adicional de ministro subalterno en la Oficina del primer ministro. En 1981 se le asignó un puesto de pleno derecho en el Gabinete: Ministro de Información y ministro de Industria y Comercio. Entre 1981 y 1986 se desempeñó como ministro de Energía y Recursos Naturales.
En las elecciones generales de 1986 el gobernante PNM sufrió una derrota casi total. Sólo tres candidatos obtuvieron sus escaños; el primer ministro, George Chambers, estuvo entre los candidatos perdedores. Como uno de los tres candidatos exitosos del PNM, Manning fue nombrado líder de la oposición. En 1987, fue elegido líder político del PNM, el más joven que ha visto el partido con sólo 40 años. Una división en la gobernante Alianza Nacional para la Reconstrucción en 1988 dejó al PNM como partido minoritario de la oposición parlamentaria y, en 1990, Basdeo Panday solicitó ser nombrado líder de la oposición.

### Segundo mandato como primer ministro
En 1995, Manning convocó elecciones generales un año antes de lo previsto constitucionalmente. En esta elección, tanto el PNM como el UNC obtuvieron 17 escaños cada uno y la NAR obtuvo 2 escaños. La UNC y la NAR se unieron en una coalición y formaron el gobierno; Basdeo Panday reemplazó a Manning como primer ministro. Manning sirvió una vez más como líder de la oposición, perdiendo también las elecciones de 2000. Las elecciones de 2001 terminaron en empate, y tanto el opositor PNM como el gobernante Congreso Nacional Unido obtuvieron 18 escaños. El presidente Arthur Robinson nombró a Manning primer ministro. Además del cargo de primer ministro, Manning también fue ministro de Finanzas de 2001 a 2007.
Incapaz de elegir un Presidente de la Cámara de Representantes, Manning procedió a gobernar sin Parlamento hasta que la necesidad de aprobar un Presupuesto le obligó a convocar elecciones en octubre de 2002. Su partido ganó estas elecciones con 20 escaños frente a 16 del UNC y formó el nuevo gobierno.

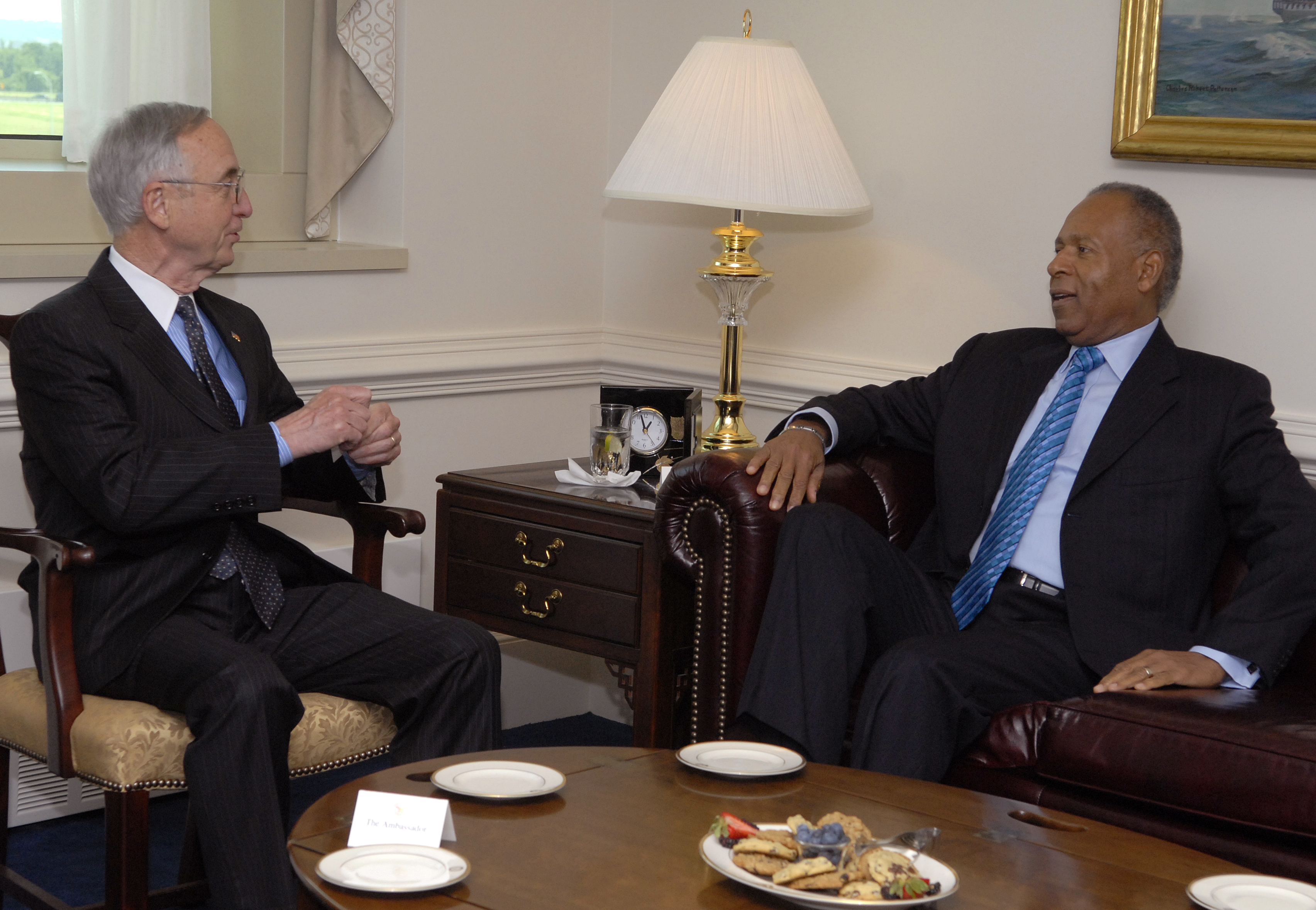
Subsecretario de Defensa de los Estados Unidos Gordon R. England, izquierda, conversaciones con el primer ministro de Trinidad y Tobago Patrick Manning durante una reunión a puertas cerradas en el interior de El Pentágono, 23 de junio de 2008.

Bajo la administración del PNM, los impuestos sobre la renta se redujeron sustancialmente y el impuesto sobre sociedades se redujo del 35 % al 25 % de las ganancias para la mayoría de las empresas. El Gobierno también instituyó la educación universitaria gratuita. La economía creció a un ritmo, principalmente debido a los altos precios del gas natural y del petróleo y a aumentos significativos en la producción de gas natural.  En septiembre de 2007, Manning recibió un doctorado honoris causa del Medgar Evers College, Universidad Municipal de Nueva York.

### Tercer mandato como primer ministro
En 2007, Manning convocó elecciones generales para el 4 de noviembre. El PNM ganó estas elecciones con 26 de los 41 escaños y Manning inició su tercer mandato como primer ministro. 
Posteriormente, el país experimentó una desaceleración de la economía. A pesar de esto, las calificaciones económicas del país recibieron grandes elogios, principalmente del informe Standards and Poor del 15 de agosto de 2008, que elevó a Trinidad y Tobago de una "A-" a una "A". El Gobierno de Trinidad y Tobago también recibió al rey Juan Carlos I y a la reina Sofía de España del 30 de noviembre al 2 de diciembre de 2008. El objetivo de la visita fue fortalecer los vínculos económicos entre España, América Latina y el Caribe y también abrir nuevos mercados. y posibilidad de incrementar el comercio y la apertura de nuevos mercados. El país también fue sede de dos cumbres mundiales en 2009: la V Cumbre de las Américas del 17 al 19 de abril de 2009, así como la de jefes de Gobierno de la Commonwealth del 27 al 29 de noviembre de 2009. 
La Presidenta de Chile, Michelle Bachelet, realizó una visita al primer ministro Manning y al Gobierno de Trinidad y Tobago en 2010. El propósito era fortalecer los vínculos bilaterales entre los dos países y como resultado se firmó un acuerdo formal en un esfuerzo por unir a los dos países.
A pesar del crecimiento económico, la delincuencia se consideraba un problema grave. El número de asesinatos aumentó drásticamente de 93 en 1999 a 509 en 2009. Además, en 2008 se registró el mayor número de asesinatos del país, con 550. La explicación del primer ministro fue que el problema de la delincuencia era resultado del tráfico ilegal de drogas y armas. Su discurso en la V Cumbre de las Américas señala que el Caribe está situado entre el continente sudamericano productor de narcóticos y el continente norteamericano consumidor de narcóticos. Algunos de sus métodos de detección y prevención de delitos incluyeron la introducción de la Unidad Especial Anticrimen de Trinidad y Tobago (SAUTT), dos dirigibles de vigilancia (comúnmente conocidos como dirigibles) y la inclusión de seis patrulleras costeras de alta velocidad para mejor control de las fronteras marítimas y costeras del país el 15 de febrero de 2010. Se citó a Manning diciendo que el país podría esperar ver una disminución del 50% en la delincuencia gracias a este esfuerzo.

### Elecciones del 2010
El 9 de abril de 2010, el primer ministro Manning aconsejó al presidente George Maxwell Richards que disolviera el Parlamento, lo que dio lugar a elecciones generales que se celebrarían dos años antes de lo previsto constitucionalmente. Manning anunció posteriormente el 24 de mayo de 2010 como fecha para las elecciones generales. Manning y el PNM perdieron las elecciones ante la Asociación Popular (UNC, COP, TOP, NJAC, MSJ). Tras la derrota, Manning dimitió oficialmente como líder político del partido el 27 de mayo de 2010, pero permaneció como representante parlamentario de San Fernando Este.
Manning fue enviado al Comité de Privilegios tras las declaraciones que hizo en el Parlamento el 19 de noviembre de 2010, durante un debate sobre el proyecto de ley de interceptación de comunicaciones. Manning había hecho ciertas acusaciones sobre la residencia privada de la primera ministra Kamla Persad-Bissessar en la carretera San Fernando/Siparia/Erin. El 24 de noviembre de 2010, el presidente de la Cámara, Wade Mark, dictaminó que se había presentado un caso prima facie de desacato o violación de privilegio contra Manning y remitió el asunto al comité para su consideración. En consecuencia, Manning fue suspendido del servicio de la Cámara de Representantes con efecto inmediato el 16 de mayo de 2011, según declaró el presidente de la Cámara, Wade Mark. Durante este período, Manning no podría representar a su distrito electoral de San Fernando Este en el Parlamento. Manning es el segundo primer ministro suspendido de la Cámara de Representantes de Trinidad y Tobago.

### Enfermedad y muerte
El 24 de septiembre de 2007, Manning viajó a Cuba para una evaluación médica de rutina. Durante muchos años, había seguido un programa de ejercicio regular. El 23 de enero de 2012, Manning sufrió un derrame cerebral. El diagnóstico de leucemia mieloide aguda se confirmó el 30 de junio de 2016 y falleció a las 8:15 a. m. del 2 de julio de 2016 en el Hospital general de San Fernando, seis semanas antes de cumplir 70 años.